# Rio Verde de Mato Grosso

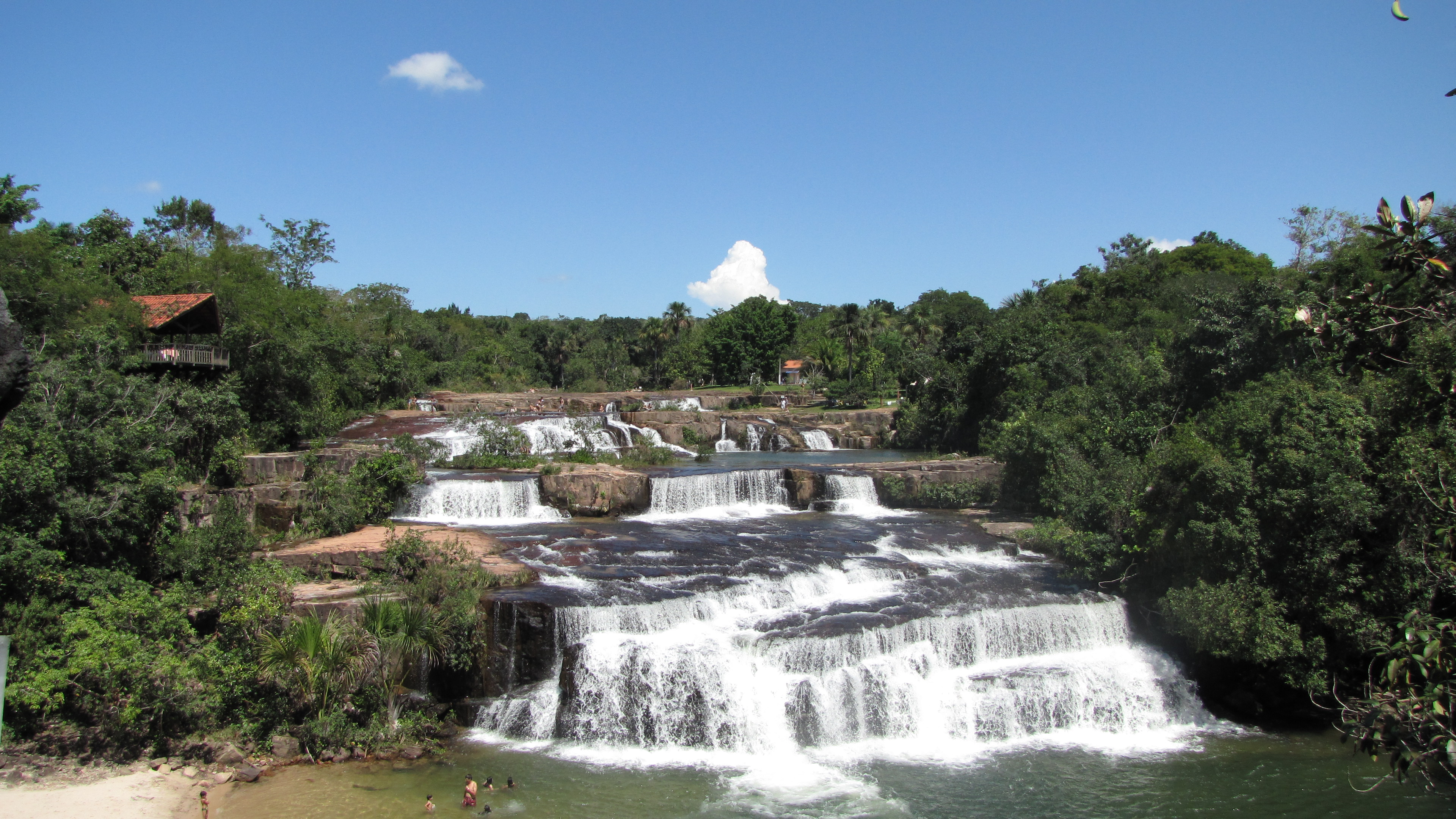
Mirante das sete quedas, Rio Verde de Matio Grosso - Brasil

Rio Verde de Mato Grosso es un municipio brasileño ubicado en el estado de Mato Grosso do Sul, fundado el 16 de diciembre de 1956.

## Geografía
Situado en el norte del estado a 330 m s. n. m., su población es de 19 216 habitantes, la superficie es de 8152 km² y una densidad de 2,28 hab/km².
El clima es subtropical húmedo, la temperatura promedio queda entre los 25 °C y 35 °C.

## Economía
La economía se basa en la ganadería y el turismo.